# Cantaron
Cantaron – miejscowość i gmina we Francji, w regionie Prowansja-Alpy-Lazurowe Wybrzeże, w departamencie Alpy Nadmorskie.
Według danych na rok 1990 gminę zamieszkiwały 1233 osoby, a gęstość zaludnienia wynosiła 167 osób/km² (wśród 963 gmin regionu Prowansja-Alpy-W. Lazurowe Cantaron plasuje się na 341. miejscu pod względem liczby ludności, natomiast pod względem powierzchni na miejscu 758.).